# Línea 5 (Concordia)
Línea 5 es una línea de transporte urbano de pasajeros de la ciudad de Concordia, Argentina. El servicio está actualmente operado por la empresa Cooperativa de Trabajo Nuevo Expreso Ltda.

## Recorridos

### Ramal A: Bº Colonial - Htal. Heras
Ida: Desde Libertad y San Luis, San Luis, Roque Sáenz Peña, P. del Castillo, Buenos Aires, C. Pellegrini, Corrientes, Vélez Sarsfield, Humberto I, Las Heras, Feliciano, Av. San Lorenzo, Diamante, Mendiburu, Cjal. Veiga, R. Rojas, Av. Tavella, Tte. Ibáñez, Cjal. Veiga, Moulins, Paula A. de Sarmiento, Dr. P. Sauré, La Pampa, Liberman, Bv. Yuquerí, Córdoba, 2 de abril hasta Pte. A. U. Illia.
Regreso: Desde Pte. A. U. Illia y 2 de abril, Pte. A. U. Illia, Odiard, Moulins, Cjal. Veiga, Tte. Ibáñez, Av. Tavella, R. Rojas, Cjal. Veiga, Mendiburu, Diamante, Av. San Lorenzo, Feliciano, Las Heras, Humberto I, Urdinarrain, Catamarca, Gral Urquiza, Roque Sáenz Peña, H. Yrigoyen, Scattini, Libertad, Sarmiento, Falucho, 25 de Mayo, Chacabuco, San Luis hasta Libertad.

## Puntos de Interés dentro del recorrido
- Bº Colonial
- Hospital "Felipe Heras"
- Plaza 25 de Mayo
- Club Ferro
- Cementerio Nuevo y Viejo
- U.N.E.R.